# ガガーリン・カップ
ガガーリン・カップ（Gagarin Cup、ロシア語: Кубок Гагарина, Kubok Gagarina）は、KHLにおいて、プレーオフトーナメントの優勝チームに与えられる賞（トロフィー、カップ、杯）のことである。カップの重さは18kgである。
名前の由来でもあるガガーリンは世界初の有人宇宙飛行士で『地球は青かった』の名言で有名なユーリイ・ガガーリンから由来されている。
プレーオフは東西各カンファレンスの上位8チームが出場、全試合7回戦制4勝先取となっている。かつてはカンファレンス1回戦のみ5回戦制3勝先取となっていた

## 歴代ファイナル結果
| 年又は期 | 優勝チーム                           | 準優勝チーム                         | 勝敗                                 |
| -------- | ------------------------------------ | ------------------------------------ | ------------------------------------ |
| 2024年   | メタルルグ・マグニトゴルスク         | ロコモティフ・ヤロスラヴリ           | 4–0                                  |
| 2023年   | HC CSKAモスクワ                      | アク・バルス・カザン                 | 4–3                                  |
| 2022年   | HC CSKAモスクワ                      | メタルルグ・マグニトゴルスク         | 4–3                                  |
| 2021年   | アヴァンギャルド・オムスク           | CSKA                                 | 4–2                                  |
| 2020年   | 新型コロナの影響により受賞チームなし | 新型コロナの影響により受賞チームなし | 新型コロナの影響により受賞チームなし |
| 2019年   | CSKA                                 | アヴァンギャルド                     | 4–0                                  |
| 2018年   | アク・バルス・カザン                 | CSKA                                 | 4–1                                  |
| 2017年   | SKA                                  | メタルルグ・マグニトゴルスク         | 4–1                                  |
| 2016年   | メタルルグ・マグニトゴルスク         | HC CSKAモスクワ                      | 4–3                                  |
| 2015年   | SKA                                  | アク・バルス・カザン                 | 4–1                                  |
| 2014年   | メタルルグ・マグニトゴルスク         | レブ・プラハ                         | 4-3                                  |
| 2013年   | ディナモ・モスクワ                   | トラクトール・チェリャビンスク       | 4–2                                  |
| 2012年   | ディナモ・モスクワ                   | アヴァンギャルド・オムスク           | 4-3                                  |
| 2011年   | サラヴァト・ユラーエフ・ウファ       | アトラント                           | 4-1                                  |
| 2010年   | アク・バルス・カザン                 | HC MVD                               | 4-3                                  |
| 2009年   | アク・バルス・カザン                 | ロコモティフ・ヤロスラヴリ           | 4-3                                  |